# La Broma
La Broma fue una publicación satírica publicada en España en la década de 1880, durante la Restauración.

## Historia
Comenzó a publicarse en 1881 en Madrid, con el subtítulo «órgana política liberala». Cesó su publicación en 1885. Sin embargo aparecería una última época, ya editada en Barcelona, a lo largo de 1887. Vinculada al republicanismo y dirigida por el periodista Eloy Perillán y Buxó, en el aspecto gráfico colaboró con caricaturas del dibujante Eduardo Sojo «Demócrito».